# Sztygar
Sztygar (niem. Steiger, daw. hutman ) – nazwa stanowiska kierowniczego w górnictwie. Sztygar zajmuje się dozorem  technicznym, a także częściowo administracyjnym, pracy górników.
Nazwy stanowisk:
- nadsztygar
- sztygar oddziałowy
- sztygar zmianowy

Ze względu na charakter pracy, sztygarom przysługują przywileje emerytalne, m.in. przeliczanie stażu pracy według współczynnika 1,5; podobnie jak dla niektórych innych stanowisk w górnictwie.
Świętem zawodowym sztygarów, podobnie jak wszystkich pracowników górnictwa, jest Barbórka, obchodzona 4 grudnia.

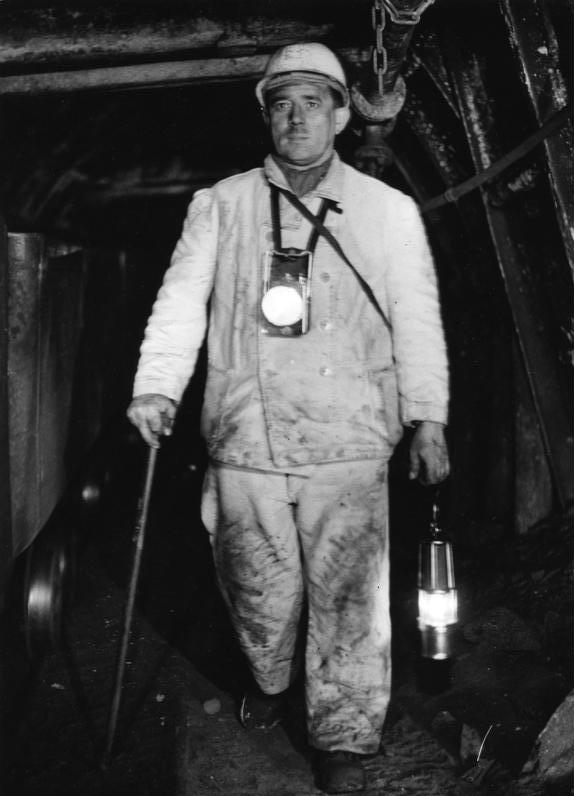
Historyczne zdjęcie sztygara z Zagłębia Ruhry (Essen, 1961)
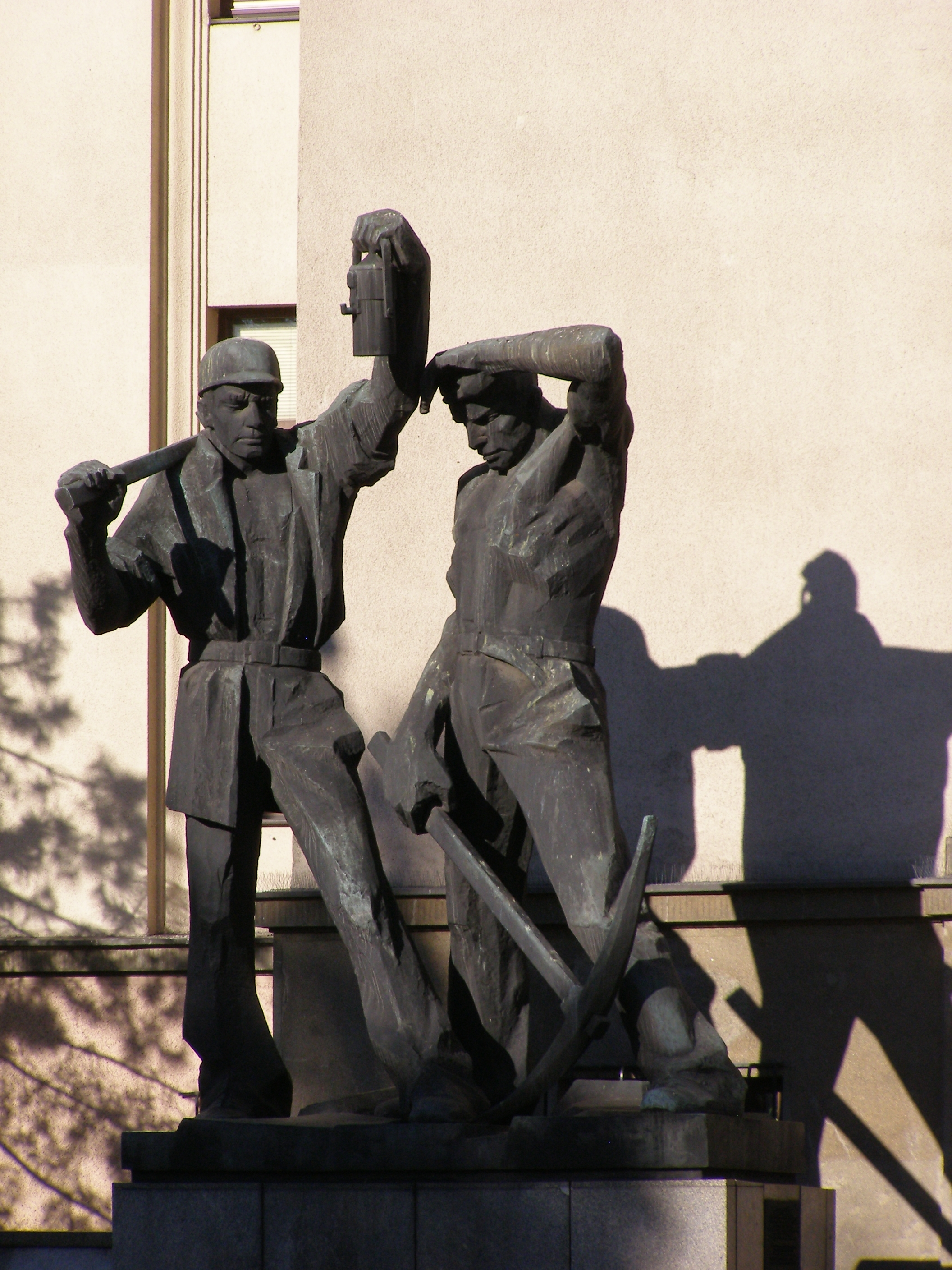
Sztygar (osoba z lewej strony) z żelazkiem (młotem) i górnik dołowy z oskardem – postaci z pomnika przed głównym budynkiem A-0 Akademii Górniczo-Hutniczej w Krakowie